# Pierre Jamet (harpiste)
Pour les articles homonymes, voir Jamet et Pierre Jamet (photographe).
Pierre Jamet est un harpiste français né le 21 avril 1893 à Orléans et mort le 17 juin 1991 à Gargilesse-Dampierre, dans l'Indre. Il est le fils du peintre Henri Jamet , le père de Marie-Claire Jamet, également harpiste et de Francine Jamet-Rabot, réalisatrice à Radio France.

## Biographie
Entré au Conservatoire à l'âge de 13 ans, élève d'Alphonse Hasselmans, il est Premier Prix du Conservatoire de Paris à 19 ans. Un an plus tard, Inghelbrecht le fait rentrer dans l'Orchestre du Théâtre des Champs-Élysées. Après la guerre, il est nommé harpiste aux Concerts Lamoureux. De 1924 à 1938, Pierre Jamet a animé le Quintette instrumental de Paris, rebaptisé en 1945 Quintette Pierre Jamet. 
Avec cette formation, ce grand instrumentiste donna de nombreux concerts dans le monde entier. Il connut la célébrité et laissa de nombreux enregistrements majeurs. Pierre Jamet enseigna au Conservatoire de Paris de 1948 à 1963 et fut également professeur au Conservatoire américain de Fontainebleau. 
Pédagogue, il a fondé en 1962, l'Association Internationale des Harpistes et Amis de la Harpe et deux ans plus tard une école de harpe Cours d'été de l'Académie de Gargilesse, qui devient le Festival de Gargilesse en 1968. De 1977 à sa mort, il organise en ce lieu un concours international de harpe qui décerne tous les 3 ans le Prix Marie-Antoinette Cazala. Parmi ses très nombreux élèves, figurent Martine Géliot, Frédérique Cambreling, Bernard Galais, Catherine Michel et Rachel Talitman. Pierre Jamet s'est éteint en 1991 à l'âge de 98 ans.

## Discographie (partielle)
- Les Introuvables de Manuel de Falla, 4CD, EMI, 1996. Avec Victoria de Los Angeles, Aldo Ciccolini, Consuelo Rubio et Ana-Maria Iriarte.
- Jean-Philippe Rameau, Rossignols amoureux, extrait d' Hippolyte et Aricie, avec la soprano Leïla Ben Sedira, 78 T, 1940.
- Hommage à Albert Roussel, 33 T, Decca, 1958. Avec Christiane Verzieux, José Maria Sierra et Christian Lardé.
- Concerto en si bémol majeur pour harpe et orchestre de Haendel, Impromptu op. 86 de Gabriel Fauré, Impromptu op. 21 d'Albert Roussel, 33 T, Decca.